# 费里耶尔圣伊莱尔
费里耶尔圣伊莱尔（法語：Ferrières-Saint-Hilaire，法語發音：[fɛʁjɛʁ sɛ̃.t‿ilɛʁ]）是法国厄尔省的一个市镇，属于贝尔奈区。

## 地理
费里耶尔圣伊莱尔（49°1'58"N, 0°34'3"E）面积9.84 平方千米，位于法国诺曼底大区厄尔省，该省份为法国北部内陆省份，北起滨海塞纳省，西接奧恩省和卡爾瓦多斯省，南至厄尔-卢瓦省，东临瓦兹省、瓦兹河谷省和伊夫林省。
与费里耶尔圣伊莱尔接壤的市镇（或旧市镇、城区）包括：布罗格利、尚布拉克、格朗康、乌什地区特雷桑、乌什地区梅尼勒。

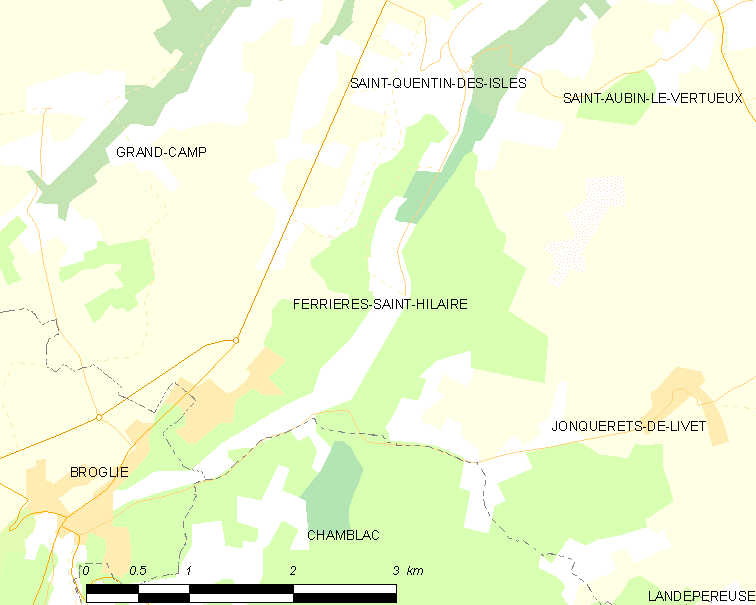
费里耶尔圣伊莱尔的OSM定位图

费里耶尔圣伊莱尔的时区为UTC+01:00、UTC+02:00（夏令时）。

## 行政
费里耶尔圣伊莱尔的邮政编码为27270，INSEE市镇编码为27239。

## 政治
费里耶尔圣伊莱尔所属的省级选区为布勒特伊县。

## 人口

1962-2008年间费里耶尔圣伊莱尔人口变化图示

费里耶尔圣伊莱尔于2022年1月1日时的人口数量为428人。